# عز الشباب (برنامج)
برنامج عز الشباب هو برنام شبابي هادف يعرض على قناة روتانا مصرية التي انطلقت ببثها يوم السبت 21 مايو 2011.

## اهداف البرنامج
يهدف البرنامج لإعادة الثقة والتفاؤل والأمل في بكره من خلال شباب مصر والوطن العربي فروتانا ستتيح الفرصة لكل شباب مصر في التعبير عن رأيه وتحقيق حلمه من خلال البرنامج.

## البث
«عز الشباب» سيقدم بشكل يومى على الهواء مباشرة لمدة 90 دقيقة، الساعة السادسة مساء بتوقيت القاهرة  السابعة مساء بتوقيت مكة المكرمة، وسيتناول كل ما يخص الشباب المصري والعربي من خلال فقرات متنوعة مقسمة على مدار الأسبوع، ومن ضمن فقراته «كراكيب وأكيد نقدر وتجربة وإندر جراوند وافتح قلبك وغيرها من الفقرات».

المقدمين
>خلود هران>
1. عادل المحروقي
2. فاروق الجمل،
3. دانا مدحت،
4. نانسي نور
5. فاطيما خليل
6. ياسمين عز
7. محمد حلمي
8. احمد فاروق
9. هانى محمد
10. آية شعيب
11. شيماء صابر
12. هلا السعيد (الا انها فصلت من البرنامج)
13. فايز ثروت

دينا داود

## انظرايضا
- هالة سرحان
- روتانا مصرية

انا ساره بحب مهرجنات حوده موته مهرجنات بتتكلم عن الواقع

## وصلات خارجية
- الرابط علي موقع الفيس بوك  على فيسبوك.